# Ansbacher Ratschlag
Der Ansbacher Ratschlag ist ein kirchengeschichtlich bedeutsames Protestschreiben gegen die Barmer Theologische Erklärung, das am 11. Juni 1934 von acht Theologen, darunter sechs fränkischen Pfarrern und den Theologieprofessoren Werner Elert und Paul Althaus, in Ansbach unterzeichnet und veröffentlicht wurde. Darin wurde eine Theologie postuliert, die – jedenfalls von Nationalsozialisten – als mit deren Ideologie vereinbar angesehen wurde.
Der Titel ist einem historischen Dokument der Reformationszeit entlehnt, dem Ansbacher Evangelischen Ratschlag, der – 1524 von Johann Rurer verfasst – ein fränkisches Vorbekenntnis zur Confessio Augustana (1530) wurde.

## Historischer Kontext
Der Ansbacher Ratschlag entstand unmittelbar nach und als Antwort auf die Barmer Theologische Erklärung, die auf der 1. Reichsbekenntnissynode in Barmen (29.–31. Mai 1934) unter Federführung von Karl Barth verfasst worden war.
Angeregt und geleitet durch den Pfarrer Hans Sommerer bildete sich im Frühjahr 1934 der sogenannte Ansbacher Kreis als eine theologische Arbeitsgruppe innerhalb des Nationalsozialistischen Evangelischen Pfarrerbundes (NSEP). Sommerer war Direktor der Bruckberger Anstalten der Inneren Mission und trotz seines geistlichen Amtes gleichzeitig Mitglied der Sturmabteilung.
Zum Ansbacher Kreis gehörten außer ihm die beiden Erlanger Theologieprofessoren Paul Althaus und Werner Elert sowie die Pfarrer Gottfried Fuchs (Ansbach), Heinrich Grießbach (Ansbach), Christian Seiler (Wildenholz), Karl Werlin (Kleinhaslach) und Studienrat Ernst Fikenscher (Ansbach). Werner Elert, so vermutet die Forschung, zeichnet maßgeblich für den Inhalt des Ansbacher Ratschlages verantwortlich. Mitglied im NSEP war auch der in Nürnberg 1867 geborene Max Sauerteig, der mit Julius Streicher und Adolf Hitler bekannte evangelische Pfarrer von St. Johannis in Ansbach, der in Franken als Parteiredner der NSDAP und Aktivist der Reichskirchenbewegung der Deutschen Christen tätig war.

## Inhalt
Der Ansbacher Ratschlag gliedert sich in eine Einleitung und 8 Thesen, von denen die Thesen 1–5 die theologischen Grundlagen des Ansbacher Kreises formulieren, während die Thesen 6–8 die Aufgaben der Arbeit der Unterzeichner benennen.
Als Hauptthese lehnt der Ansbacher Ratschlag die Offenbarungstheologie der Barmer Theologischen Erklärung ab. Dem Ansbacher Ratschlag liegt eine völkische Argumentation zugrunde. Die Verfasser plädieren für die aus der natürlichen Theologie abgeleitete Vorstellung, Gott und die von ihm geschaffene natürliche Ordnung offenbare sich nicht allein in Christus, sondern ebenso in Familie, „Volk“ und „Rasse“ im Sinne des Blutzusammenhangs. Entsprechend sei es Gottes Wille, dass sich jeder seiner Ordnung unterwerfe. Zur Verpflichtung der Kirche, das Gesetz Gottes zu verkünden, komme auch eine zeitlich spezifische historische Aufgabe hinzu, welche zu der Zeit auf der völkischen Staatsordnung in Deutschland beruhe. Ihnen gemäß sei jede Autorität, selbst in entstellter Form, zu verehren, da diese das „Werkzeug göttlicher Entfaltung“ sei. Entsprechend verstanden die Unterzeichner das nationalsozialistische Regime und dessen Führer Adolf Hitler als gottgegebene Ordnung, welche ebenfalls Offenbarungscharakter besitze. Dadurch sollte es der Ansbacher Ratschlag ermöglichen, das Bekenntnis zum Evangelium zu bewahren und gleichzeitig die völkischen Konzepte als gottgewollte Ordnung zu propagieren – so bot der Text der deutschen „Volksgemeinschaft“ und dem zunehmend offenen Antisemitismus eine theologische Rechtfertigung.
Das Begleitschreiben des „Ratschlags“, unterzeichnet von Pfarrer Hans Sommer, schloss „Mit amtsbrüderlicher Hochachtung und Heil Hitler!“

## Rezeption
Gerhard Niemöller bezeichnet das Schreiben als „nachträglichen Querschuss“ gegen Barmen. Von der Bekennenden Kirche wurde es mit Spott als „Ansbacher Anschlag“ aufgenommen; der Theologieprofessor Hermann Strathmann bezeichnete es in einem Brief an den Präses der Westfälischen Bekenntnissynode Karl Koch als „Radschlag“ und „Fehlschlag“.
Von den NS-treuen Deutschen Christen hingegen wurde das Schreiben positiv aufgenommen und vereinnahmt: In der von ihnen herausgegebenen Zeitschrift Evangelium im Dritten Reich wurde es am 1. Juli 1934 unter der Überschrift Führende Theologen widerlegen Barmen vollständig abgedruckt, grafisch ein Gedicht Baldur von Schirachs umschließend.
Dass zwei angesehene Erlanger Theologieprofessoren sich dadurch mit den NS-beeinflussten Kirchengruppen einließen, sorgte für scharfe Kritik unter Studenten, Pfarrern und der Kirchenleitung in Bayern. Der bayerische Landesbischof Hans Meiser kritisierte den Ratschlag, da er Gefahr laufe, die Kirche zu spalten, und ließ Althaus’ Rechtfertigung nicht gelten, beim Ratschlag handle es sich nur um eine Ergänzung der Barmer Erklärung. Durch das Schreiben fühlten sich die Deutschen Christen bestärkt und kündigten dem Landesbischof das Treuegelöbnis auf. Als am 9. September 1934 fränkische Pfarrer zur Eingliederung der bayerischen Landeskirche in die Reichskirche aufriefen, trennten sich Althaus und Elert vom Ansbacher Kreis. Während Elert auch in der Folgezeit an den dort getroffenen Aussagen festhielt, distanzierte sich Althaus bei der zweiten Bekenntnissynode in Berlin-Dahlem im Oktober 1934 vom Ansbacher Ratschlag.